# Carlo Saraceni
Pour les articles homonymes, voir Saraceni.
Carlo Saraceni, né en 1579 à Venise où il est mort le 16 juin 1620, est un peintre italien.

## Biographie
Carlo Saraceni a principalement vécu et œuvré à Rome où il a formé son style sous l'influence du Caravage et d'Adam Elsheimer, par la peinture de petites toiles lumineuses présentant des visages dans des paysages ou de vastes décorations d'autel, dont une toile qui a dû remplacer la Mort de la Vierge du Caravage dans l'église Santa Maria della Scala, laquelle avait été refusée en 1606. 
Son style est sensible et poétique, manifestant un goût pour les couleurs et les tons. Il aime les turbans, les draperies, et la richesse de sa peinture est sans doute de ces influences qui sont à l'origine de la peinture hollandaise à Rome comme chez Pieter Lastman et Jan Symonsz. Pynas, et jusqu'à Rembrandt à travers eux. 

## Œuvres
- Contributions pour le palais du Quirinal et dans la Chiesa Nuova à Rome.
- Naissance du Christ, Salzbourg, Residenzgalerie.
- Vénus et Mars, 1600, Madrid, musée Thyssen-Bornemisza.
- Mort de la Vierge, 1610, Rome, église Santa Maria della Scala.
- Mort de la Vierge, 1615-1620, Galeries de l'Académie de Venise[3].
- Rome, Galerie nationale d'Art ancien :
  - Sainte Cécile et un ange, vers 1610 ;
  - Saint Grégoire le grand, vers 1610 ;
  - Madone avec sainte Anne, 1610).
- Judith, musée des Beaux-Arts de Lyon.
- Andromède enchaînée, vers 1598-1600, huile sur bois, 26,5 × 22,5 cm, musée des Beaux-Arts de Dijon[4].
- La Vierge à l'Enfant, toile marouflée sur contreplaqué, 126,5 × 88 cm, musée des Beaux-Arts de Brest[5].

Œuvres de Carlo Saraceni
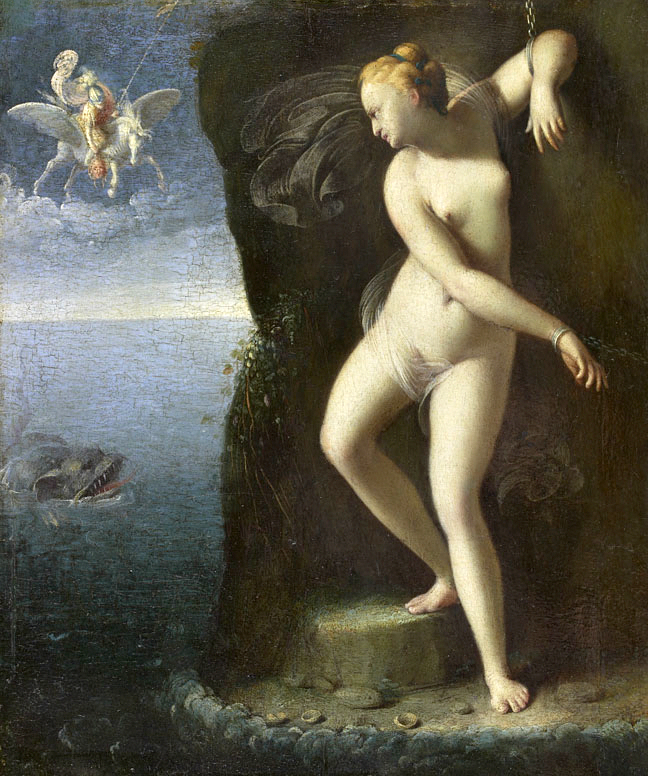
Andromède enchaînée (vers 1598-1600), musée des Beaux-Arts de Dijon.
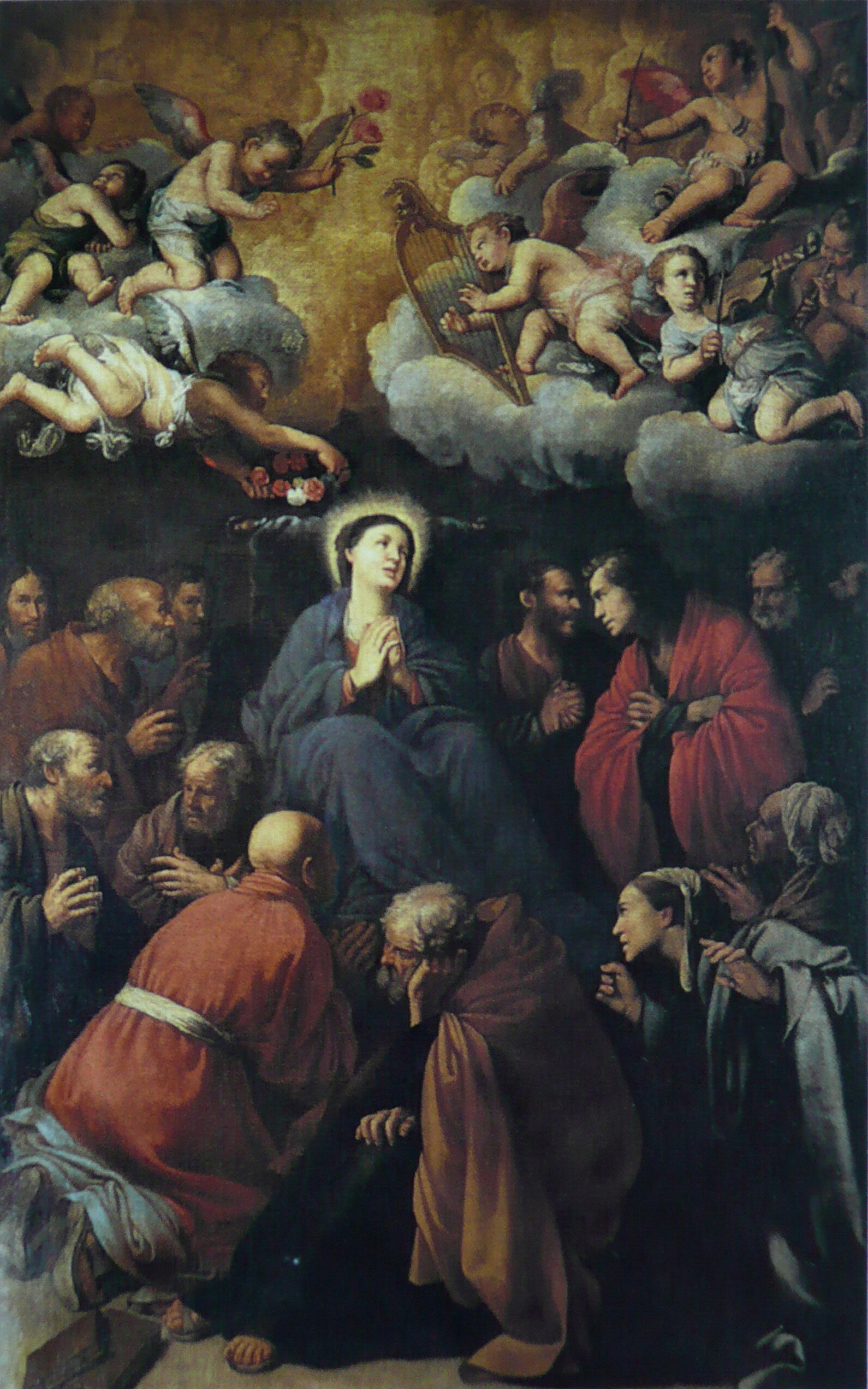
Mort de la Vierge (1610), Rome, église Santa Maria della Scala.
Mort de la Vierge Galeries de l'Académie de Venise.
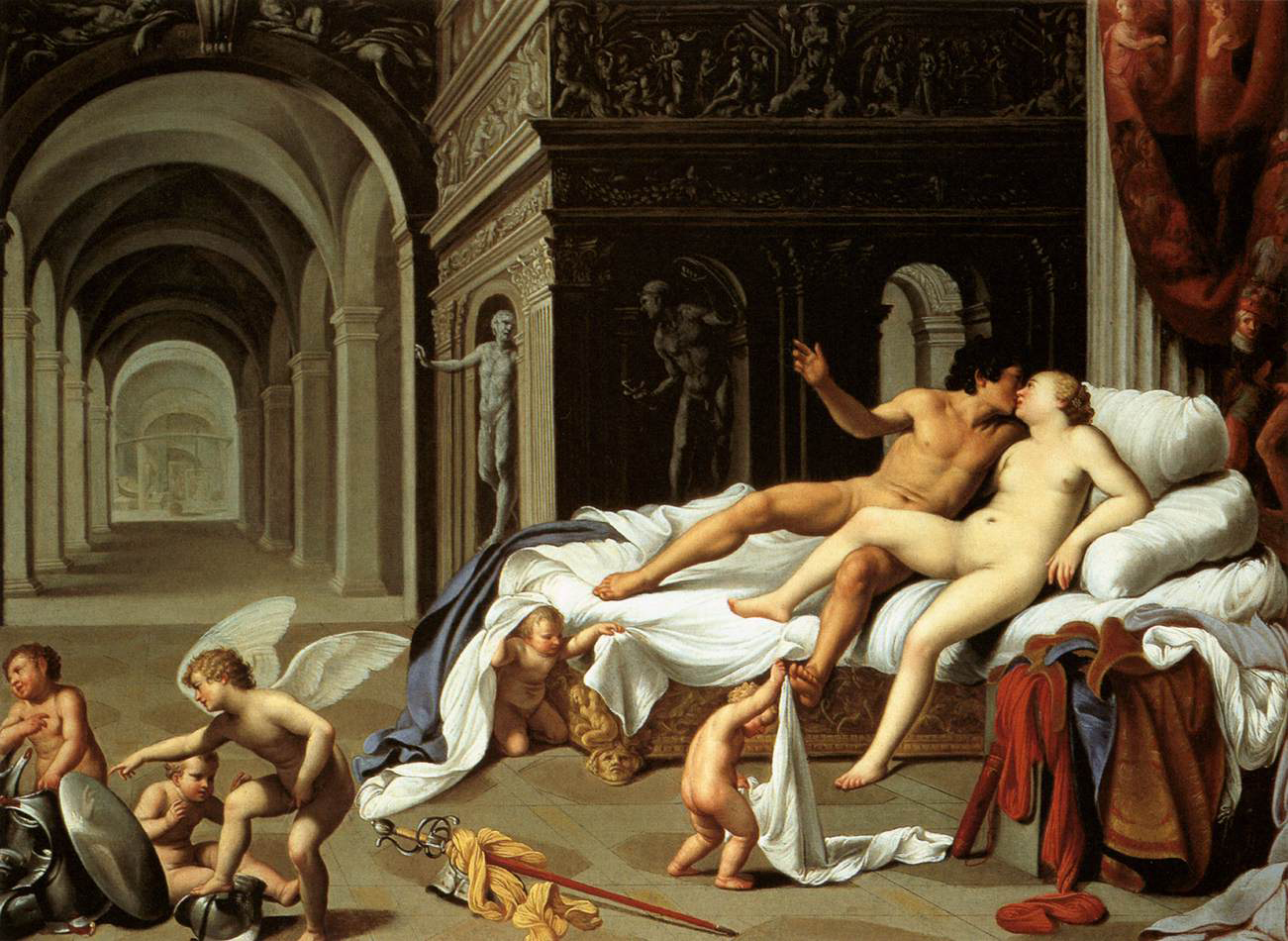
Mars et Vénus (1600), huile sur cuivre, 40 × 55 cm, Madrid, musée Thyssen-Bornemisza.
Madeleine pénitente (1614) - Galeries de l'Académie de Venise [6]